# Sweeny (Teksas)
Sweeny je grad u američkoj saveznoj državi Teksas. Prema popisu stanovništva iz 2010. u njemu je živjelo 3.684 stanovnika.